# Lennart Lilja
Gustaf Lennart Lilja, född 3 maj 1924 i Göteborg, död 1 juli 2008 i Fengersfors i Dalsland, var en svensk skådespelare.

## Filmografi
- 1953 – Fartfeber
- 1954 – Herr Arnes penningar
- 1956 – Blånande hav
- 1956 – Sången om den eldröda blomman
- 1957 – Det sjunde inseglet

## Teater

### Roller (ej komplett)
| År   | Roll    | Produktion                  | Regi          | Teater               |
| ---- | ------- | --------------------------- | ------------- | -------------------- |
| 1953 | Macduff | Macbeth William Shakespeare | Arne Forsberg | Teatern i Gamla stan |